# Camprodon (l'Esquirol)
Camprodon és una masia de l'Esquirol (Osona) inclosa a l'Inventari del Patrimoni Arquitectònic de Catalunya.

## Descripció
Masia de planta quadrada (14 x 14), coberta a dues vessants i amb el carener paral·lel a la façana, situada a ponent. Consta de planta baixa i dos pisos. La façana principal presenta un bonic portal d'arc de mig punt amb la dovella central datada (1722), una finestra amb emmarcaments de gres i dos portals moderns. Al primer pis hi ha una finestra sobre el portal amb llinda escripturada i datada i amb ampit motllurat, i una altra també datada del mateix any. Al segon pis dues finestres apaïsades. La façana Nord presenta un cos adossat de pedra basta i parts de totxana que serveix de garatge, dues finestres al primer pis i dues més al segon. La façana Est presenta totes les finestres de construcció recent, com la façana Sud, que és la que més obertures té de tota l'edificació.

## Història
Masia que pertany al terme de Sant Martí Sescorts, vinculat religiosament a Manlleu i civilment a la senyoria del Cabrerès. La seva demarcació forma part de la batllia del Cabrerès des del segle xv. Ara bé, la parròquia de Sant Martí Sescorts no es refon definitivament amb el municipi de l'Esquirol fins al 1824, quan el Consell de Castella va denegar l'existència de les "Masies de Santa Maria de Corcó", que havia funcionat entre el 1814 i el 1824 amb la capitalitat a Sant Martí Sescorts.